# Ignacio Carlos González
Ignacio Carlos González, conegut com a Nacho González (Sarandí, 17 de desembre de 1971) és un exfutbolista professional argentí, que ocupava la posició de porter.

## Trajectòria
Va iniciar la seua carrera professional el 1991 amb Racing Club de Avellaneda, on va jugar 133 partits a la màxima divisió argentina. En els seus darrers anys al Racing es va guanyar la reputació de ser un bon llançador de penals.
El 1997 fitxa pel Newell's Old Boys, i a l'any següent dona el salt a la UD Las Palmas, de la competició espanyola. Després d'una cessió al Pachuca mexicà, on guanya la competició d'Hivern de 1999, retorna a l'equip canari. A Las Palmas torna a llançar els penals, aconseguint 6 gols, rècord absolut de gols d'un porter de la primera divisió espanyola, juntament amb el també porter argentí Carlos Fenoy.
El 2003 retorna al seu país per jugar amb Estudiantes de La Plata i Club Atlético Nueva Chicago. Dos anys després s'imposa a l'Apertura 2005 de Xile, amb la Unión Española, i el 2006, juga amb l'equip de la seua ciutat natal, l'Arsenal de Sarandí.
Al final de la seua carrera disputaria un tercer període a la UD Las Palmas, tot jugant 38 partits de Segona Divisió. Al juny del 2008 anuncia la seua retirada.

### Internacional
Fou internacional amb la selecció argentina en quatre ocasions. Va formar part del combinat del seu equip que va participar en la Copa Amèrica de futbol de 1997.

## Palmarès
- Lliga mexicana de futbol: 1999
- Lliga xilena de futbol: 2005